# Jindřich V. (film, 1989)
Jindřich V. je filmová adaptace Shakespearovy hry Jindřich V. z roku 1989. Film režíroval Kenneth Branagh, který zde hraje i titulní roli významného anglického krále Jindřicha V. a je i autorem scénáře.